# Уйсал, Алперен
Мухаммед Алперен Уйсал (тур. Muhammed Alperen Uysal; 1 января 1994, Балыкесир, Турция) — турецкий футболист, вратарь клуба «Шанлыурфаспор».

## Клубная карьера
Начал заниматься футболом в академии местного «Йени Санайиспора», в 2006 году перешёл в академию «Галатасарая». За основную команду клуба так и не дебютировал.
Летом 2015 года отправился в аренду в «Газиантепспор». За клуб дебютировал 15 декабря в домашнем матче Кубка Турции с «Аданаспором», пропустив один мяч. Первый «сухой» матч отстоял 12 января 2016 года в дома в рамках Кубка Турции с «Назилли Беледийеспором», выйдя в стартовом составе. В Суперлиге дебютировал 7 февраля в гостевом матче с «Бешикташем», выйдя в стартовом составе и пропустив 4 мяча.
По возвращении из аренды провёл в Стамбуле полтора месяца — 15 августа 2016 года «Галатасарай» объявил о переходе футболиста в «Ризеспор». За клуб дебютировал 17 января в гостевом матче Кубка Турции с «Инеголспором», сохранив свои ворота сухими. Всего за полтора сезона провёл за клуб только два матча в Кубке Турции, проиграв конкуренцию за место в основном составе Гокхану Аккану, Абдулайе Диалло и Чихану Топалоглу.
29 января 2018 года на правах свободного агента перешёл в клуб Первой лиги «Истанбулспор». В сезоне 2017/18 дебютировать не удалось из-за наличия в составе арендованного Юсуфа Чобана. Но уже в следующем сезоне Уйсал стал основным вратарём. Дебютировал за клуб 13 августа 2018 года в домашнем матче с «Афьет Афьонспором», пропустив три мяча. Первый «сухой» матч провёл 5 ноября дома с «Балыкесирспором». 2 октября 2021 года провёл свой сотый матч за клуб, пропустив два мяча в гостях у «Коджаэлиспора». Проведя свой лучший сезон по количеству «сухих» матчей (12 из 38 возможных), занял с клубом 4 место и помог ему впервые за 18 лет выйти в Суперлигу.
7 июня 2022 года клуб Суперлиги «Антальяспор» объявил о подписании с 28-летним вратарём двухлетнего контракта с опцией продления его ещё на год. Дебютировал 8 октября в домашнем матче с «Коньяспором», пропустив один мяч. Этому способствовала болезнь основного вратаря клуба Руда Боффина. Первый «сухой» матч отыграл 31 октября на выезде против «Сивасспора».
В июле 2023 года на правах свободного агента перешёл в клуб Первой лиги «Маниса». Дебютировал 12 августа в выездной игре с «Коджаэлиспором», отстояв матч на ноль. 9 февраля 2024 года на правах свободного агента перешёл в «Шанлыурфаспор», подписав контракт до конца сезона. Дебютировал 17 февраля в гостевом матче против «Коджаэлиспора», сохранив свои ворота в неприкосновенностм.

## Карьера в сборной
Представлял Турцию в сборных разных возрастов.

## Клубная статистика
| Клуб                   | Сезон            | Лига | Лига | Кубок страны | Кубок страны | Еврокубки | Еврокубки | Итого | Итого |
| Клуб                   | Сезон            | Игры | Голы | Игры         | Голы         | Игры      | Голы      | Игры  | Голы  |
| ---------------------- | ---------------- | ---- | ---- | ------------ | ------------ | --------- | --------- | ----- | ----- |
| Галатасарай            | 2013/14          | 0    | 0    | 0            | 0            | 0         | 0         | 0     | 0     |
| Галатасарай            | 2014/15          | 0    | 0    | 0            | 0            | 0         | 0         | 0     | 0     |
| Галатасарай            | 2015/16          | 0    | 0    | 0            | 0            | 0         | 0         | 0     | 0     |
| Галатасарай            | Итого            | 0    | 0    | 0            | 0            | 0         | 0         | 0     | 0     |
| Газиантепспор (аренда) | 2015/16          | 1    | –4   | 4            | –4           | —         | —         | 5     | –8    |
| Газиантепспор (аренда) | Итого            | 1    | –4   | 4            | –4           | 0         | 0         | 5     | –8    |
| Ризеспор               | 2016/17          | 0    | 0    | 2            | –3           | —         | —         | 2     | –3    |
| Ризеспор               | 2017/18          | 0    | 0    | 0            | 0            | —         | —         | 0     | 0     |
| Ризеспор               | Итого            | 0    | 0    | 2            | –3           | 0         | 0         | 2     | –3    |
| Истанбулспор           | 2017/18          | 0    | 0    | 0            | 0            | —         | —         | 0     | 0     |
| Истанбулспор           | 2018/19          | 30   | –39  | 2            | –3           | —         | —         | 32    | –42   |
| Истанбулспор           | 2019/20          | 31   | –40  | 1            | –4           | —         | —         | 32    | –44   |
| Истанбулспор           | 2020/21          | 29   | –32  | 0            | 0            | —         | —         | 29    | –32   |
| Истанбулспор           | 2021/22          | 38   | –42  | 0            | 0            | —         | —         | 38    | –42   |
| Истанбулспор           | Итого            | 128  | –153 | 3            | –7           | 0         | 0         | 131   | –160  |
| Антальяспор            | 2022/23          | 10   | –15  | 2            | 0            | —         | —         | 12    | –15   |
| Антальяспор            | Итого            | 10   | –15  | 2            | 0            | 0         | 0         | 12    | –15   |
| Маниса                 | 2023/24          | 21   | –24  | 0            | 0            | —         | —         | 21    | –24   |
| Маниса                 | Итого            | 21   | –24  | 0            | 0            | 0         | 0         | 21    | –24   |
| Шанлыурфаспор          | 2023/24          | 3    | –1   | —            | —            | —         | —         | 3     | –0    |
| Шанлыурфаспор          | Итого            | 3    | –1   | 0            | 0            | 0         | 0         | 3     | –1    |
| Всего за карьеру       | Всего за карьеру | 163  | –197 | 11           | –14          | 0         | 0         | 174   | –211  |

## Внешние ссылки
- Профиль игрока на сайте Турецкой футбольной федерации
- Профиль игрока (англ.) на сайте Transfermarkt
- Профиль игрока на сайте Soccerway
- Профиль игрока на сайте УЕФА (архивная копия)
- Профиль игрока на сайте Mackolik.com
- Профиль игрока на сайте weltfussball.de